# Rajya Sabha
Rajya Sabha (hindi राज्यसभा, trl. rājyasabhā, trb. radźjasabha, ang. Council of States, pol. Izba Stanów, Izba Reprezentantów) – izba wyższa indyjskiego parlamentu federalnego.
Została utworzona 3 kwietnia 1952. Obecnie liczy 250 członków, wybieranych przez parlamenty stanowe, z wyjątkiem 12 mianowanych przez prezydenta. Ta dwunastka reprezentuje najczęściej różne dziedziny kultury. Kadencja izby trwa 6 lat (co 2 lata odnawia się {\displaystyle {\tfrac {1}{3}}} składu).
Przewodniczącym Izby Stanów jest z urzędu wiceprezydent Indii. Od 11 sierpnia 2017 stanowisko pełni Venkaiah Naidu.